# Cartuja de San Miguel de Maguncia

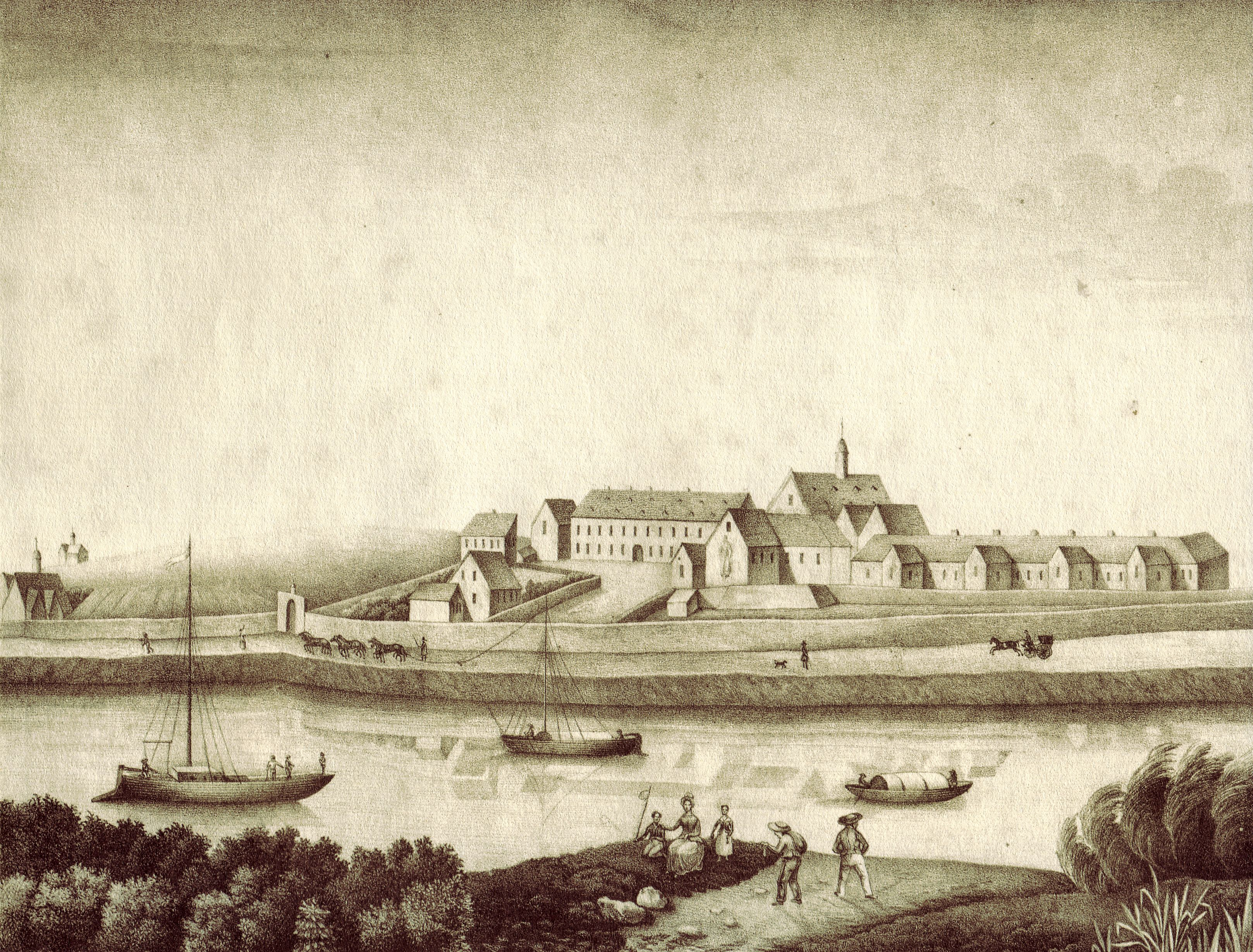
Vista general de la Cartuja de San Miguel de Maguncia.

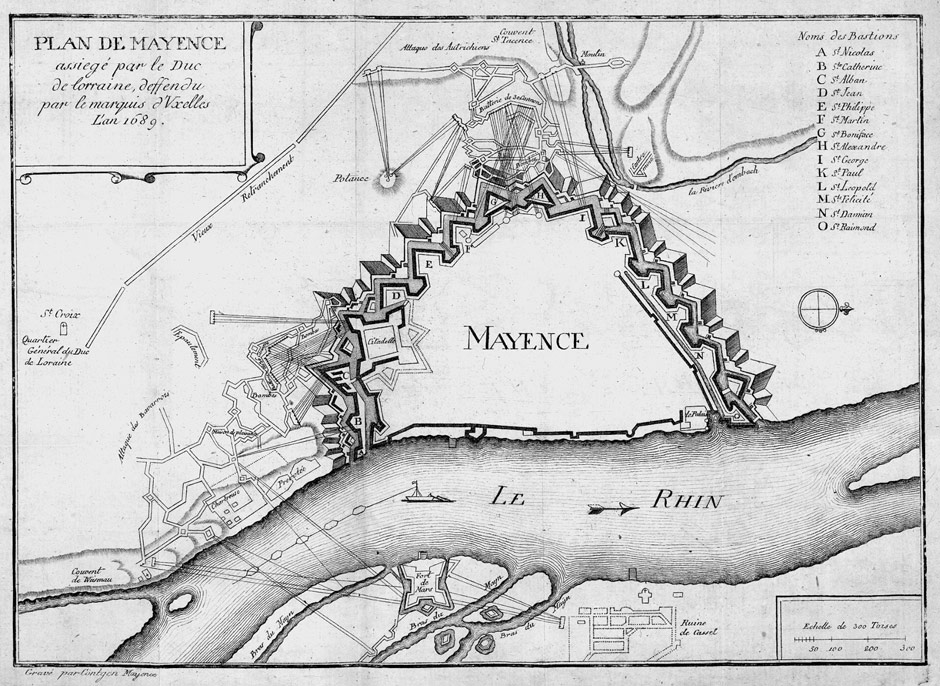
Localización de la Cartuja de San Miguel de Maguncia.

La Cartuja de San Miguel es un monasterio cartujo situado en el "cerro de San Miguel", en la ciudad de Maguncia en el estado federado de Renania-Palatinado en Alemania. En el año 1792 se cerró la cartuja. 

## Historia
Fue fundada por el obispo de la diócesis de Maguncia Peter von Aspelt en el valle llamado „im Petersthal“ cerca de Kiedrich, siendo colocada la primera piedra en 1303. Es la primera cartuja construida en la diócesis de Maguncia.
Hasta 1320, con la erección de la cartuja de Maguncia, la orden de Magister Bruno no había penetrado en territorio alemán, cuna del fundador. En lo sucesivo, Alemania dará acogida en tal escala a los c., que se colocará en tercer lugar en la clasificación numérica de las fundaciones: 33 en total. Ludolfo de Sajonia volvió en 1348 como simple religioso a la Cartuja de San Miguel y luego a Estrasburgo. 
En el asedio de Maguncia durante la Guerra de los Nueve Años, Carlos V de Lorena y Maximiliano II Emanuel sitiaron la ciudad.